# Dogofry (Ségou)
Dogofry is een gemeente (commune) in de regio Ségou in Mali. De gemeente telt 34.000 inwoners (2009).
De gemeente bestaat uit de volgende plaatsen:
- Alatona
- Bagadadji Coura
- Bamako Coura
- Banamba (hoofdplaats)
- Chouala Coura
- Dagabory
- Dia Coura
- Djeddah
- Djenné Coura
- Dogofry Ba
- Farabougou
- Farabougou Coura
- Goma Coura
- Kaban Coura
- Kourouma Koubé
- Markala Coura
- Massabougou
- Missira
- N'Dounkala
- Sansanding Coura
- Sikasso Coura
- Tomoni
- Touba
- Yangassadiou Kana